# Унгень (комуна, Арджеш)
Унгень, Унгені (рум. Ungheni) — комуна у повіті Арджеш в Румунії. До складу комуни входять такі села (дані про населення за 2002 рік):
- Геужань (692 особи)
- Гоя (181 особа)
- Колцу (451 особа)
- Сату-Ноу (502 особи)
- Унгень (1012 осіб)
- Хумеле (860 осіб)

Комуна розташована на відстані 90 км на захід від Бухареста, 41 км на південь від Пітешть, 93 км на схід від Крайови, 138 км на південь від Брашова.

## Населення
За даними перепису населення 2002 року у комуні проживали 3698 осіб. Усі жителі комуни рідною мовою назвали румунську.
Національний склад населення комуни:
| Національність | Кількість осіб | Відсоток |
| -------------- | -------------- | -------- |
| румуни         | 3696           | 99,9%    |
| цигани         | 2              | 0,1%     |

Склад населення комуни за віросповіданням:
| Релігія      | Кількість осіб | Відсоток |
| ------------ | -------------- | -------- |
| православні  | 3693           | 99,9%    |
| бретрени     | 4              | 0,1%     |
| не релігійні | 1              | < 0,1%   |

## Зовнішні посилання
- Дані про комуну Унгень на сайті Ghidul Primăriilor